# Harrison Page
Harrison Page (Atlanta, Georgia, 27 de agosto de 1941) es un actor estadounidense de cine y televisión. 
Comenzó su actividad en 1968. Ha aparecido en muchos programas de televisión populares: entre ellos, Cold Case, JAG, ER, Ally McBeal, Melrose Place, Quantum Leap, The Wonder Years, 21 Jump Street, Murder She Wrote, Fame, Gimme a Break!, Benson, Hill Street Blues, Webster, Los Dukes de Hazzard, Kung Fu, Kojak, Mannix, y Bonanza.
Su rol más conocido es el del malhumorado Capitán Trunk en la sátira policial de los años 80 Sledge Hammer!, junto a David Rasche y Anne-Marie Martin. Actuó también regularmente en C.P.O. Sharkey, protagonizado por Don Rickles. 
Page apareció con Jean-Claude Van Damme en el éxito de taquilla Lionheart (1990). Trabajó también en Carnosaur (1993). 
Harrison Page cuenta con admiradores por sus apariciones en dos conocidas películas de culto, ambas dirigidas por Russ Meyer: Vixen! (1968) y Beyond the Valley of the Dolls (1970).